# جاكوب وول
جاكوب وول (بالإنجليزية: Jacob Wohl)‏ هو مدون ومتصيد أمريكي، ولد في 12 ديسمبر 1997 في منطقة لوس أنجلوس الكبرى في الولايات المتحدة.